# Myoxanthus aciculifolius
Myoxanthus aciculifolius är en orkidéart som beskrevs av Carlyle August Luer. Myoxanthus aciculifolius ingår i släktet Myoxanthus och familjen orkidéer.
Artens utbredningsområde är Ecuador. Inga underarter finns listade i Catalogue of Life.